# アフリカ・スポール
アフリカ・スポール・ナスィオナル（Africa Sports National）は、コートジボワールの都市アビジャンを本拠地とするサッカークラブである。通称アフリカ・スポール。

## タイトル

### 国内タイトル
- リーグ: 17回
  - 1967, 1968, 1971, 1977, 1978, 1982, 1983, 1985, 1986, 1987, 1988, 1989, 1996, 1999, 2007, 2008, 2011

- コートジボワールカップ: 21回
  - 1953, 1954, 1956, 1958, 1961, 1964, 1977, 1978, 1979, 1981, 1982, 1985, 1986, 1989, 1993, 1998, 2002, 2009, 2010, 2015, 2017

- スーパーカップ: 11回
  - 197, 1981, 1982, 1986, 1987, 1988, 1989, 1991, 1993, 2003, 2015

### 国際タイトル
- アフリカンカップウィナーズカップ: 2回
  - 1992,1999

- CAFスーパーカップ: 1回
  - 1992

- 西アフリカクラブ選手権: 3回
  - 1985,1986,1991

- フランス・西アフリカカップ: 1回
  - 1958

## 歴代監督
- フランチェスコ・モリエーロ 2006-2007

## 歴代所属選手
- ジョージ・ウェア　1987
- ラシディ・イエキニ 1988-1990
- アブドゥル・カデル・ケイタ 1999-2000
- コシ・アガサ 2001-2002
- ベンジャミン・アングア 2004-2006
- ママドゥ・バガヨコ 2008